# Islas Sonsorol
Las Islas Sonsorol (en inglés: Sonsorol Islands) es un grupo de islas en el Océano Pacífico. Esta incluidas en la región administrativa de Sonsorol de la República de Palaos. Las islas están situadas a más de 300 kilómetros de la isla principal de Palaos, Babeldaob.
El grupo está formado por dos pequeñas islas separadas por alrededor de 1,5 kilómetros: Dongosaro, la isla principal y la isla deshabitada de Fanna.